# 左旗增十五
狐狸座20，又名BD+26 3828，HD 192044、SAO 88339、HR 7719，是狐狸座的一颗恒星，视星等为5.92，位于銀經65.53，銀緯-4.07，其B1900.0坐标为赤經20h 7m 49s，赤緯+26° -4.07′ 48″。